# Плахтій Петро Данилович
Петро́ Дани́лович Плахті́й (1 січня 1949, с. Сасанівка, Полонського району Хмельницької області) — український професор, кандидат біологічних наук.

## Життєпис
У 1973 році отримав диплом із відзнакою про вищу освіту, здобувши спеціальність ученого зооінженера. З 1976 року пройшов шлях від асистента до професора та (з 2004 р.) завідувача кафедри анатомії, фізіології та валеології Кам'янець-Подільського національного університету імені Івана Огієнка. Кандидат біологічних наук. Професійний бджоляр.
Народився у багатодітній родині селян. Батько його також був пасічником. Петро Плахтій після закінчення восьмого класу здобув професію техніка-бджоляра. Потім із відзнакою закінчив Чернятинський радгосп-технікум, та згодом — також із відзнакою як вчений-зооінженер — Кам'янець-Подільський сільськогосподарський інститут (у 1973 році). З 1974 по 1976 рік навчався в аспірантурі при кафедрі фізіології і біохімії сільськогосподарських тварин під керівництвом професора В. А. Яблонського. У 1978 році захистив кандидатську дисертацію в Науково-дослідному інституті тваринництва Лісостепу і Полісся УРСР (м. Харків). Здобув також другу вищу педагогічну освіту.

## Основні праці
За 35 років науково-педагогічної діяльності науковий доробок П. Д. Плахтія містить понад 170 наукових та навчально-методичних праць, зокрема дві монографії, п'ять книг, 37 наукових статей, 44 навчальні посібники, 18 з яких рекомендовані МОН України для студентів. Він узяв участь у роботі 63 наукових форумів, зокрема 22 міжнародних конференцій, конгресів, з'їздів, симпозіумів, семінарів.
П. Д. Плахтій є автором праць:
- «Бджолиний мед в лікуванні і харчуванні людини» (2001),
- «Продукти бджільництва в оздоровленні людини» (2002),
- «Лікарські рослини і продукти бджільництва в оздоровленні людини» (2004),
- «Про здоров'я і здоровий спосіб життя» (2004),
- «Продукти бджільництва в оздоровленні людини» (2006),
- «Захворювання серцево-судинної системи. Лікування лікарськими рослинами і продуктами бджільництва» (2008),
- «Чинники довкілля і здоров'я людини» (2008),
- «Лікування продуктами бджільництва» (2008) та ін.

## Відзнаки та нагороди
Міністерство освіти і науки України нагородило П. Д. Плахтія знаком «Відмінник освіти України» (1999) та нагрудним знаком «Петро Могила».
За пропаганду здорового способу життя громадян країни Українське товариство мисливців та рибалок надало йому звання Почесного єгеря України.